# Počulica
Počulica je naseljeno mjesto u općini Vitez, Federacija Bosne i Hercegovine, BiH.

## Stanovništvo

### 1991.
Nacionalni sastav stanovništva 1991. godine, bio je sljedeći:
ukupno: 739
- Hrvati - 408
- Muslimani - 321
- Srbi - 6
- Jugoslaveni - 1
- ostali, neopredijeljeni i nepoznato - 3

### 2013.
Nacionalni sastav stanovništva 2013. godine, bio je sljedeći:
ukupno: 422
- Bošnjaci - 418
- Hrvati - 3
- ostali, neopredijeljeni i nepoznato - 1